# Windows Phone 8
Windows Phone 8 es la segunda generación del sistema operativo para móviles Windows Phone. Su versión RTM (Para fabricantes) fue lanzada el 14 de septiembre de 2012 y fue liberado a los consumidores el 29 de octubre de 2012.

## Desarrollo
El 20 de junio de 2012, Microsoft presentó Windows Phone 8 (con el nombre en clave Apollo), una segunda generación del sistema operativo Windows Phone para su lanzamiento en 2012. Windows Phone 8 sustituye a la arquitectura previamente basada en Windows CE con uno basado en el kernel de Windows NT (con componentes compartidos con Windows 8), permitiendo a los desarrolladores a portar aplicaciones fácilmente entre las dos plataformas.
Windows Phone 8 soporta dispositivos con pantallas más grandes (aparte de la "WVGA 800x480 15:9" que corría en las versiones anteriores, admite resoluciones "WXGA 1280x768 15:9" y "720p 1280x720 16:9") y los procesadores multi-núcleo, NFC (que principalmente se puede utilizar para compartir contenidos y realizar pagos), la compatibilidad con aplicaciones de Windows Phone 7, soporte mejorado para un almacenamiento externo (que ahora funciona más similar a cómo se maneja dicho almacenamiento en Windows y Android), una pantalla de inicio rediseñada incorporando baldosas animadas de tamaño variable o live tiles en toda la pantalla, Nokia Here Maps (solo para teléfonos Nokia), un nuevo centro de Monedero (para integrar los pagos NFC, sitios web como Groupon cupones y tarjetas de fidelidad), e integración de aplicaciones de VoIP en el núcleo del sistema operativo.
Además, Windows Phone 8 incluirá más funciones destinadas al mercado de la empresa, tales como administración de dispositivos, encriptación de BitLocker, y la capacidad de crear un mercado privado para distribuir aplicaciones a los empleados, características que se esperan para igualar o mejorar las capacidades empresariales de la anterior plataforma móvil de Windows. Además, Windows Phone 8 será compatible con actualizaciones "over the air" y todos los dispositivos con Windows Phone 8 recibirán soporte de software durante al menos 18 meses después de su liberación.
Con el fin de garantizar que se liberara con dispositivos diseñados para aprovechar sus nuevas características, Windows Phone 8 no estuvo disponible como una actualización para los actuales dispositivos Windows Phone 7. Sin embargo, Microsoft lanzó Windows Phone 7.8 (una actualización para Windows Phone 7) que tiene una interfaz similar a este.

### Actualización Pórtico
Una actualización menor conocida como Pórtico se puso en marcha en diciembre de 2012 que trajo algunas mejoras y correcciones de errores, incluyendo mejoras en la mensajería, conectividad Bluetooth más eficiente, y un "always-on" Configuración de conexiones WiFi, entre otras actualizaciones de la plataforma adicionales

### Actualización General Distribution Release 2 (GDR2)
Microsoft publicó la actualización General Distribution Release 2 (GDR2) el 14 de julio de 2013, pero solo incluyó mejoras menores.

### Actualización General Distribution Release 3 (GDR3)
La siguiente actualización (GDR3) fue liberada el 14 de octubre de 2013. Incluye mejoras en accesibilidad para invidentes, el modo "Conductor" que permite contestar llamadas y mensajes automáticamente, utilidad para optimizar el almacenamiento, bloqueo de la rotación de la pantalla, opción para compartir el acceso a Internet usando Bluetooth, asignar tonos de llamada por parte del usuario a eventos como la recepción de correos electrónicos o mensajes SMS y de especial importancia es la aparición de la opción para cerrar una aplicación desde el carrusel de aplicaciones abiertas.

## Dispositivos
Estos serán lanzados por las empresas Nokia (hoy propiedad de Microsoft), Huawei, Samsung y HTC. Todos los dispositivos se basan en el sistema de chips de la empresa Qualcomm. Los actuales dispositivos Windows Phone 7 no serán capaces de ejecutar o actualizar a Windows Phone 8 debido al cambio de kernel y las nuevas aplicaciones compiladas específicamente para esta versión, no estarán disponibles para dispositivos Windows Phone 7.
Los primeros dispositivos en presentarse con Windows Phone 8 son:
Samsung Ativ-S, Windows Phone 8X by HTC, Windows Phone 8S by HTC, Nokia Lumia 920 y Nokia Lumia 820.
Más adelante se presentó el Nokia Lumia 620 un terminal de gama media/alta, y posteriormente variantes del Lumia 820 para operadores estadounidenses como los modelos Lumia 822 y Lumia 810.
En agosto de 2014, Huawei abandonaba Windows Phone debido a la carencia de beneficios por las bajas ventas.

## Recepción
Windows Phone 8 fue recibido de forma generalmente positiva, indicando un mayor potencial de características en el sistema pero criticando una cantidad menor de aplicaciones disponibles respecto a otras plataformas. Brad Molen de Engadget expresó que "Windows Phone 8 es lo que esperábamos de Redmond desde el principio," y elogió la pantalla de inicio personalizable, más compatibilidad con Windows 8 y el soporte a NFC. Sin embargo, Molen criticó la falta de aplicaciones en el Windows Phone Store. The Verge le dio al sistema operativo una calificación de 7.9 sobre 10, manifestando que "Redmond presentó un ecosistema de lo más atractivo en el mercado actual" pero criticando la falta de un centro de notificaciones. Alexandra Chang de Wired le dio al sistema una calificación de 8 sobre 10, por la adición de características faltantes anteriormente en Windows Phone, como la compatibilidad con procesadores multi-núcleo, navegación por internet más rápida y el cambio de Bing Maps a Nokia Maps. También criticó la falta de aplicaciones.
IDC reportó a inicios de 2013 que la cuota de mercado de Windows Phone alcanzó el 3.2% mundial, superando de esta forma a BlackBerry OS en uso. Aunque al año siguiente sus niveles de adopción bajaron hasta el 2.7% según los reportes de IDC para el primer trimestre de 2014.

## Problemas reportados
- Algunos usuarios se quejan de reinicios aleatorios y cuelgues durante el uso, así como problemas con la batería.[11] También existen reportes de problemas para emparejar el teléfono con el sistema Bluetooth del automóvil.[12] Microsoft distribuyó una actualización que supuestamente solucionaría estos problemas, pero algunos usuarios reportaron que no se resolvieron.[13]
- Los vídeos de más de 4GB se corrompen al transferirlos al PC.[14]
- Hay un defecto, que hace que las aplicaciones fallen, en las rutinas de lectura de fechas, que afectan a usuarios de regiones hispanohablantes.[15]